# Trochalopteron variegatum
Trochalopteron variegatum là một loài chim trong họ Leiothrichidae.

## Gallery

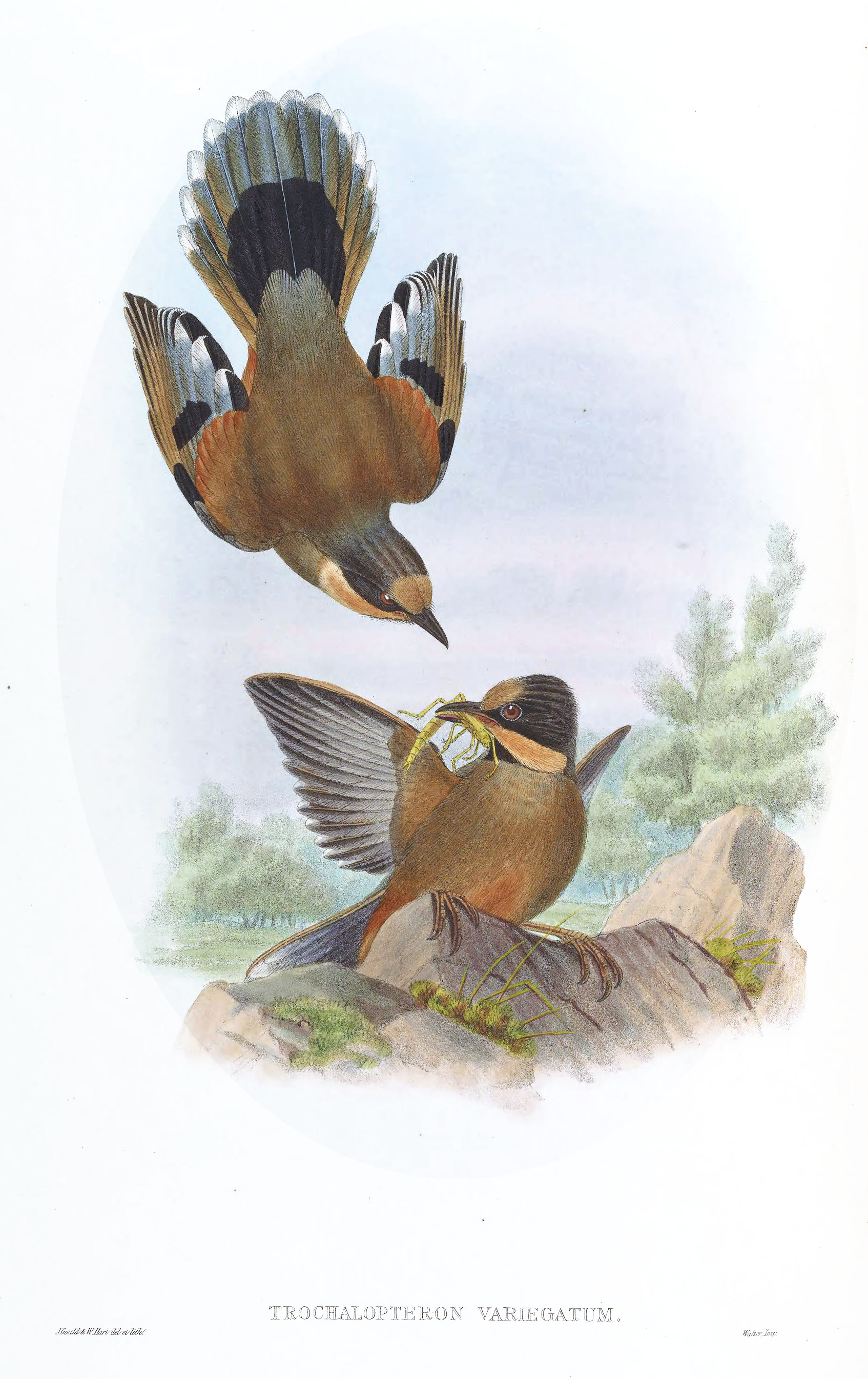
Illustration by J. Gould and W. Hart
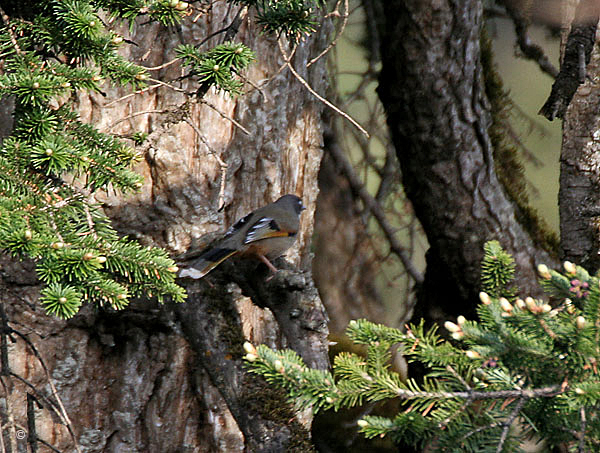
At Kullu - Manali District of Himachal Pradesh, India
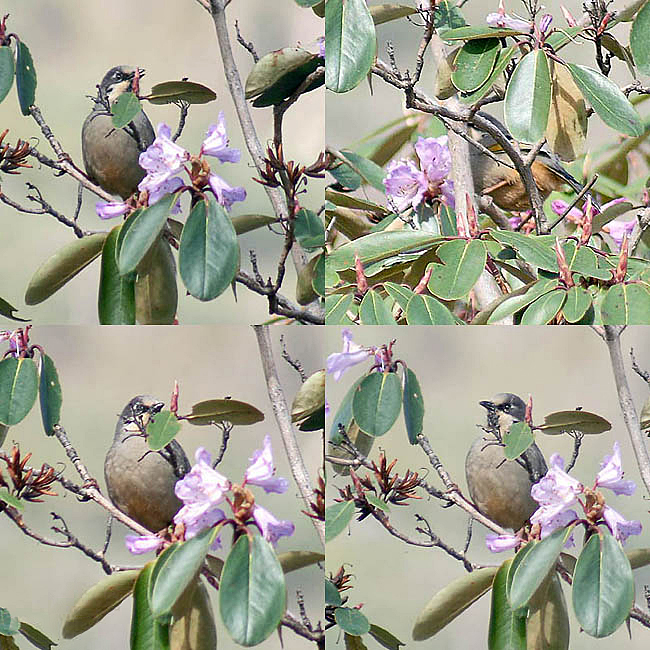
At Kullu - Manali District of Himachal Pradesh, India